# Carriacou
Carriacou – wyspa na Morzu Karaibskim o powierzchni 34 km², największa z grupy Grenadyn w archipelagu Wysp Nawietrznych.

## Geografia
Wraz z oddaloną o ok. 2 km na wschód Małą Martyniką są najbardziej na północ wysuniętymi wyspami Grenadyn należącymi do Grenady. Dalsze są częścią państwa Saint Vincent i Grenadyny.
Liczba mieszkańców – 4595 (1991).
Główne miejscowości na wyspie to: Hillsborough, Belmont, L'Esterre, Grand Bay, Harvey Vale i Windward.

## Historia
Pierwsi mieszkańcy – Indianie amerykańscy nazywali wyspę Kayryouacou, co oznacza wyspa otoczona rafami. Pierwszymi europejskimi osadnikami na Carriacou byli Francuzi, ale w 1763 przekazali wyspę Brytyjczykom, kiedy ci zdobyli sąsiednią Grenadę.
Wyspa znajduje się w strefie aktywności huraganów. W ciągu ostatnich lat wyspę niszczyły m.in. uderzenia huraganu Ivan (2004) i Emily (2005).